# Alfred zur Linde

Siegel der Johannisloge „Alfred zur Linde“, Essen

Alfred zur Linde ist eine am 2. September 1859 in Essen gegründete reguläre Freimaurerloge. Sie ist die älteste Freimaurerloge in Essen. Sie war bis 1935 eine Tochterloge der Großen National-Mutterloge „Zu den drei Weltkugeln“ (GNML „3WK“). Nach 1945 trat sie zur neu gegründeten Großloge der Alten Freien und Angenommenen Maurer von Deutschland über, arbeitete jedoch weiter nach dem Ritual der GNML „3WK“.

## Geschichte
Die Freimaurerloge „Alfred zur Linde“ ist die älteste Freimaurerloge in Essen und wurde im Jahr 1859 durch 29 Mitglieder aus bereits bestehenden Logen des Umlandes gegründet. Die Loge gehörte der Großloge Große National-Mutterloge „Zu den drei Weltkugeln“ an. In der Essener Innenstadt erinnert noch heute die Logenstraße an den langjährigen Standort des Logenhauses.
Für einen Neubau des Logenhauses lobte die Loge 1908 einen Architekturwettbewerb aus, der auf Architekten beschränkt war, die Mitglied einer Freimaurerloge im Rheinland oder in Westfalen waren. Prämiert wurden die Entwürfe von Oskar Kunhenn (Essen), Boldt & Frings (Düsseldorf) und Richard Dörschel (Düsseldorf).
Nach dem Zweiten Weltkrieg trat die Loge der neu gegründeten Großloge der Großloge der Alten Freien und Angenommenen Maurer von Deutschland bei. Seit 1961 besitzt die Loge ein neues Logenhaus am Stadtgarten Essen, in dem sie bis heute tätig ist.

## Mitglieder
Zu den Mitgliedern der Loge gehörte unter anderem der Bürgermeister der Gemeinde Altendorf, Wilhelm Kerckhoff. Er leitete von 1884 bis 1887 und von 1888 bis 1895 als Meister vom Stuhl die Loge.